# Rory O'Hanlon
 (mars 2019).
Si vous disposez d'ouvrages ou d'articles de référence ou si vous connaissez des sites web de qualité traitant du thème abordé ici, merci de compléter l'article en donnant les références utiles à sa vérifiabilité et en les liant à la section « Notes et références ».
Rory O'Hanlon (né le 7 février 1934) est une personnalité politique irlandaise du Fianna Fáil. Il est Ceann Comhairle (président) du Dáil Éireann (chambre basse du parlement) de 2002 à 2007, Leas-Cheann Comhairle du Dáil Éireann de 1997 à 2002, ministre de l'Environnement de 1991 à 1992, ministre de la Santé de 1987 à 1991 et Secrétaire d’État chargé des demandes d’aide sociale en 1982. Il est député auprès de la circonscription de Cavan-Monaghan de 1977 à 2011.